# Jubbulpuria
Jubbulpuria (лат.) — сомнительный род динозавров-теропод, окаменелые остатки которого были обнаружены в позднемеловых слоях формации Ламета (Индия).

## Открытие и присвоение имен
Род был описан в 1932 году Фридрихом фон Хюне. Родовое название дано в честь города Джабалпур в Индии, в окрестностях которого были найдены окаменелости. Типовой и единственный вид, Jubbulpuria tenuis, был описан Хюне и Чарльзом Альфредом Мэтли (Charles Alfred Matley) в 1933 году. Видовое название в переводе с латинского означает «тонкий».
Его ископаемые образцы были найдены Мэтли в 1917–1919 или 1932 годах в отложениях формации Ламета, относящихся к маастрихтскому ярусу. Они состоят из двух синтипов, GSI K27/614 и GSI K20/612, каждый из которых представляет собой частичный дистальный хвостовой позвонок. Позднее к роду был также отнесён дистальный хвостовой позвонок GSI K27/599.

## Классификация
Jubbulpuria изначально была классифицирована Хюне как член семейства Coeluridae, похожий на Coeluroides (ещё один малоизвестный теропод из той же формации), но меньшего размера. Последующие исследования пришли к выводу, что положение таксона трудно определить с какой-либо уверенностью, кроме как в рамках общих Theropoda incertae sedis, и что его следует считать nomen dubium. Возможно, это был цератозавр. Исследование 2024 года определило Jubbulpuria как младший синоним Laevisuchus.